# Château de Longeray
Le château de Longeray est un château du XIXe siècle situé en France sur la commune de Barberaz, dans le département de la Savoie en région Auvergne-Rhône-Alpes.

## Situation
Le château est situé dans la Route de la Villette,dans le quartier de La Villette, au nord de la commune de Barberaz, en Savoie.

## Histoire
La première mention du château indique que, au début du XVIIIe siècle, il appartient à la famille de marchands chambériens Laracine, qui possède également une partie des maisons et des vignes environnantes.
En 1793, le domaine appartient à Laurent Laracine. Il est ensuite la propriété des familles Gotteland, puis Bouvier et enfin Longray.

## Description
Le château, haut de quatre étages, a une forme plus ou moins rectangulaire. Il dispose de deux tours circulaires, l’une à son angle nord-ouest et l’autre à l’angle sud-est. Le toit se compose de deux versants sur la partie principale, de huit versants sur la tour nord-ouest et d’un seul sur la tour sud-est.